# Calypso Valois
Pour les articles homonymes, voir Valois.
Calypso Valois, née en 1982 ou 1986, est une actrice et auteure-compositrice-interprète entre pop orchestrale et électro-pop française.

## Biographie

### Enfance
Calypso Valois est la fille d'Elli Medeiros et de Jacno. Ses parents se séparent alors qu'elle a deux ans. Elle apparait à quatre ans dans le clip de la chanson Toi mon toit interprétée en 1986 par sa mère qui lui dédie une chanson A Bailar Calypso la même année. Elle a pour parrain Étienne Daho, dont son père avait produit le premier album.
Elle grandit en puisant dans la discothèque familiale, naviguant de Chopin à Marvin Gaye, en passant par Gainsbourg, Barbara ou encore Brigitte Fontaine. Enfant, elle préfère la musique classique à la chanson. « À 5 ans, je me demandais comment Chopin, Bach ou Schubert faisaient pour réussir à exprimer tout ce que je ressentais », déclare-t-elle au journal Le Monde. Calypso Valois adoptera son nom de scène en hommage à sa grand-mère qui s'est occupée d'elle enfant et qui a joué un rôle important dans son éveil, en particulier musical. Elle commence la pratique instrumentale par le piano, envisageant de devenir instrumentiste classique.

### Carrière

#### Musicienne
Décidée à devenir comédienne de théâtre elle s'en détourne au début des années 2010 sous l'influence d'Étienne Daho qui l'incite à chanter dans son premier groupe. Elle forme alors le duo Cinema avec le musicien parisien Alexandre Chatelard. Ils signeront ensemble deux EP et un album auto-produits avant de se séparer en 2014.
Étienne Daho l'encourage alors à poursuivre sa carrière musicale en solo et finance ses premières maquettes. Ce travail aboutit à la parution, en janvier 2017, d'un premier EP sous son nom baptisé Le Jour/Jeu Flou, édité par le label PIAS. Puis, le 13 octobre 2017 paraît, sur le même label, son premier album intitulé Cannibale. Réalisé par Yan Wagner et mixé par Jean-Louis Piérot, mais entièrement écrit et composé par Calypso Valois, cet enregistrement a bénéficié de l'aide de Lescop et d’Étienne Daho.
En 2020, avec Alex Rossi, elle publie une reprise de Solo tu des Matia Bazar,.
En 2023, elle participe à l'album Tout est vrai de David Courtin avec qui elle interprète en duo le titre Calimucho.

#### Actrice
En parallèle à sa carrière musicale, Calypso Valois poursuit et réalise son souhait d'être comédienne au cinéma. Elle fait ainsi ses premiers pas devant la caméra en 2012 dans le film Après Mai d'Olivier Assayas qu'elle retrouvera en 2017 pour Personal Shopper. Elle décroche également des seconds rôles dans les films L'Écume des jours de Michel Gondry en 2013 et La Belle Saison de Catherine Corsini en 2014.
En 2018, elle tourne sous la direction de Ralph Fiennes, dans le film Noureev consacré à la vie de Rudolf Noureev et figure en 2019 au casting de la série télévisée Vernon Subutex adaptée de la trilogie littéraire de Virginie Despentes par Cathy Verney.

## Discographie

### Albums studio
- 2017 : Cannibale (PIAS)[2]
- 2024 : Apocalypso (Kwaidan Records)

## Filmographie

### Cinéma
- 2012 : Après Mai d'Olivier Assayas
- 2013 : L'Écume des jours de Michel Gondry
- 2013 : La Vie domestique d'Isabelle Czajka
- 2014 : La Belle Saison de Catherine Corsini
- 2017 : Personal Shopper d'Olivier Assayas
- 2019 : Noureev de Ralph Fiennes

### Télévision

#### Séries télévisées
- 2019 : Vernon Subutex de Cathy Verney
- 2022 : Irma Vep d'Olivier Assayas